# Torymus fullawayi
Torymus fullawayi är en stekelart som först beskrevs av Huber 1927.  Torymus fullawayi ingår i släktet Torymus och familjen gallglanssteklar. Inga underarter finns listade i Catalogue of Life.